# 佐野勝稔
佐野 勝稔（さの かつとし、1945年6月25日 - ）は、神奈川県藤沢市出身の元プロ野球選手。ポジションは主に二塁手。

## 来歴・人物
横浜高校では、三番打者、二塁手として1963年夏の甲子園に初出場。準決勝に進むが、和田徹のいた明星高に敗れる。明星高はこの大会で優勝。高校同期にエースの井上健仁（東映）、1年下に控え投手の平岡一郎がいた。
駒澤大学へ進学。東都大学野球リーグでは1964年春季リーグで優勝を経験。1967年秋季リーグでは首位打者を獲得し、同季のベストナイン（二塁手）に選出される。大学同期に当銀秀崇、後原富がいた。
卒業後に河合楽器へ入社。1968年の都市対抗に出場。決勝に進むが富士製鐵広畑の神部年男に抑えられ0-1で完封負け、準優勝にとどまる。この大会では15打数5安打を記録した。翌1969年の都市対抗は準決勝で電電関東に惜敗するが、優秀選手賞を獲得、同年の社会人ベストナイン（二塁手）に選出される。
1970年ドラフト会議で近鉄バファローズから5位指名を受け入団。1971年にはジュニアオールスターに出場。シーズン後半には飯田幸夫に代り二塁手に定着、45試合に先発出場を果たす。翌1972年には安井智規が二塁手に回り、その後ジム・クォルスも入団したため、三塁手も兼ねて起用される。しかし翌年から出場機会が減り1974年限りで引退した。
現在は全国屈指の強豪である中学硬式野球チーム「浜松シニア」の監督として鈴木尚典や後藤武敏、野久保直樹らを指導。教え子の多くを母校の横浜高校へ送り出している。息子の大輔は斉藤宜之、多村仁と同期。

## 詳細情報

### 年度別打撃成績
| 年 度     | 球 団     | 試 合 | 打 席 | 打 数 | 得 点 | 安 打 | 二 塁 打 | 三 塁 打 | 本 塁 打 | 塁 打 | 打 点 | 盗 塁 | 盗 塁 死 | 犠 打 | 犠 飛 | 四 球 | 敬 遠 | 死 球 | 三 振 | 併 殺 打 | 打 率 | 出 塁 率 | 長 打 率 | O P S |
| --------- | --------- | ----- | ----- | ----- | ----- | ----- | -------- | -------- | -------- | ----- | ----- | ----- | -------- | ----- | ----- | ----- | ----- | ----- | ----- | -------- | ----- | -------- | -------- | ----- |
| 1971      | 近鉄      | 51    | 157   | 136   | 10    | 29    | 4        | 0        | 0        | 33    | 3     | 7     | 3        | 2     | 0     | 16    | 0     | 3     | 15    | 2        | .213  | .310     | .243     | .552  |
| 1972      | 近鉄      | 61    | 111   | 102   | 10    | 23    | 3        | 1        | 0        | 28    | 2     | 0     | 1        | 1     | 0     | 7     | 0     | 1     | 18    | 2        | .225  | .282     | .275     | .556  |
| 1973      | 近鉄      | 33    | 37    | 35    | 2     | 5     | 0        | 0        | 0        | 5     | 1     | 1     | 1        | 1     | 0     | 1     | 0     | 0     | 3     | 0        | .143  | .167     | .143     | .310  |
| 通算：3年 | 通算：3年 | 145   | 305   | 273   | 22    | 57    | 7        | 1        | 0        | 66    | 6     | 8     | 5        | 4     | 0     | 24    | 0     | 4     | 36    | 4        | .209  | .282     | .242     | .524  |

### 背番号
- 36 （1971年 - 1974年）